# Heterusia angustimargo
Heterusia angustimargo là một loài bướm đêm trong họ Geometridae.